# 塔日根呼日嘎拉吉
塔日根呼日嘎拉吉是位于中国内蒙古自治区呼伦贝尔市新巴尔虎右旗阿尔山苏木东南的一个湖泊。其位置约在东经116°46′，北纬48°45′。湖面面积达1平方公里。塔日根呼日嘎拉吉在蒙古语中的意思是生长着画眉草的湖。